# Utsusivik Island
Utsusivik Island är en ö i Kanada.   Den ligger i territoriet Nunavut, i den östra delen av landet, 2 300 km norr om huvudstaden Ottawa.